# Viehbach/Rietrather Bach
Der Viehbach, in seiner Fortsetzung Rietrather Bach genannt, ist ein Bach in Nordrhein-Westfalen. Er verläuft von Solingen über Langenfeld nach Düsseldorf.

## Namensgebung
Im Jahr 1555 wurde der Bach als „Vehebach“ und 1805 auch als „Wybach“ bezeichnet. Der Bach mit der Gewässerkennzahl 2737422 wird heute auf seiner Länge verschieden benannt:
In Solingen und Langenfeld (Rheinland) Viehbach bis zur Riethrather Mühle.
Danach heißt er Riethrather Bach.
Die alte Bezeichnung „Mühlenbach“, westlich der Hildener Straße, steht im Urkataster von 1829.

## Geographie

### Quelle und Verlauf
Das Quellgebiet des Baches liegt auf ca. 190 m ü. NHN in einem Feuchtgebiet in Obengönrath, im Solinger Stadtbezirk Mitte. Westlich der Quelle verläuft die nach dem Bach benannte Viebachtalstraße, die L141n. Auf den ersten 6,8 km in Solingen verläuft er in westliche Richtung durch ein bewaldetes Bachtal. Bei der Hofschaft Dahl unterquert er zwei Mal die nach ihm benannte Schnellstraße von rechts nach links und umgekehrt. Eine weitere Querung erfolgt zwischen Untenmankhaus und Scharrenberg im Stadtteil Ohligs. Westlich der Bahnstrecke Haan-Gruiten–Köln-Deutz ändert sich der Verlauf dies Viehbachs in südwestliche Richtung. Er passiert dort ein Hochwasserrückhaltebecken und das Wasserschloss Schloss Hackhausen, dessen Teiche er speist.
Zwischen Hackhausen und Krüdersheide wird die Stadtgrenze zu Langenfeld erreicht. Dort befinden sich die Motte Schwanenmühle und die ehemalige Krüdersheider Mühle, die heute nur noch Wohnhaus ist. Nach Unterquerung der Autobahn 3 ändert sich der Verlauf des Baches kurz in nördliche Richtung. Ab Götsche verläuft der Bach wieder in westlicher Richtung. Er passiert die Riethrather Mühle sowie einen Baggersee nördlich von Langenfeld-Richrath. In Düsseldorf-Hellerhof erreicht er das Düsseldorfer Stadtgebiet. Südlich von Schloss Garath mündet der Bach auf ca. 42 m ü. NHN in den Garather Mühlenbach. Dieser mündet bei Urdenbach schließlich in den Rhein. Zusammen mit weiteren Bächen bilden diese Wasserläufe dort den Urdenbacher Altrhein.
Die Länge des Bachs wird mit rund 13,5 km angegeben. Der Bach entwässert Teile des Ohligser Terrassenriedels sowie der Hildener Mittelterrassen in Richtung Rhein.

### Zuflüsse
Aufgeführt sind alle Zuflüsse des Bachs, die in den amtlichen Karten mit eigenem Namen eingezeichnet sind:
- Untengönrather Bach (rechts)
- Dahler Bach (rechts)
- Börkhauser Bach (links), 1,6 km[5]
- Tränkebach (links), 1,3 km[5]
- Krüdersheider Bach (rechts)
- Götsche Bach (rechts) 1,0 km[5]
- Alter Oerkhausgraben (rechts), 1,1 km[5]

## Geschichte
Am Viehbach sind im Laufe von fünf Jahrhunderten zwölf Wassertriebwerke angesiedelt worden, es waren Hammerwerke, Schleifkotten, Frucht- und Ölmühlen. Die ehemalige Garather Mühle, später ein Sägewerk, war auch auf das zusätzliche Viehbachwasser angewiesen. In der Berechnungsgrundlage der Wasserführung für den Schleifkotten Krüdersheider Mühle wurde von A. Selbach am 5. März 1930 ermittelt, dass bis zu dieser Stauanlage (70 m ü. NN) ein Einzugsgebiet von 9 km² besteht und die „größte Hochwassermenge 2,7 m³ pro Sekunde“ betragen würde.